# Ferran Freixa Jové
Ferran Freixa Jové (Menàrguens, Lleida, 1922 - Barcelona, 19 de setembre de 2008) fou un aparellador i dissenyador industrial.
Realitzà estudis d'arquitectura tècnica a Barcelona. En finalitzar els estudis col·laborà en diversos projectes amb els arquitectes Martinell, Bonet Garí, Sostres, etc. El seu treball es desenvolupà entre l'arquitectura, l'interiorisme i el disseny de producte. Va estar sempre vinculat a institucions relacionades amb la promoció del disseny (l'ADP, l'ADI-FAD o el BCD) i el 1976 va ser guardonat amb la medalla del FAD, institució de la qual va ser vocal (1973-75) i tresorer (1975-85).
Va col·laborar estretament amb Antoni de Moragas Gallissà en la recuperació dels monuments que es desmuntaren en finalitzar la Guerra Civil Espanyola. Pioner de la disciplina a Espanya, el 1959 creà la seva pròpia editora de disseny Bestform que produí, entre d'altres, la cadira BKF del Grupo Austral. Va estar també vinculat a l'empresa de mobles Galo/ben des de la seva fundació el 1972.
Va rebre diversos premis Delta pels seus dissenys. La seva línia de treball se centrà en productes per a interiorisme entre els quals destacaren el llum de suspensió M-4 (1961) amb què va obtenir un Delta d'Or o la sèrie de llums Prisma (1996).